# ویلیام راس (آهنگساز)
ویلیام راس (انگلیسی: William Ross؛ زادهٔ ۱۹۴۸) آهنگساز اهل ایالات متحده آمریکا است. 